# میوآن ایسای
میوآن ایسای، ایسای ((به ژاپنی: 明菴栄西); ۲۷ مهٔ ۱۱۴۱ – ۲ ژوئیهٔ ۱۲۱۵) راهب آیین بودایی اهل ژاپن بود. وی فرقه رینزای که یکی از فرقه‌های ذن است و چای سبز را با خود از چین به ژاپن آورد.